# Rozchodník pochybný

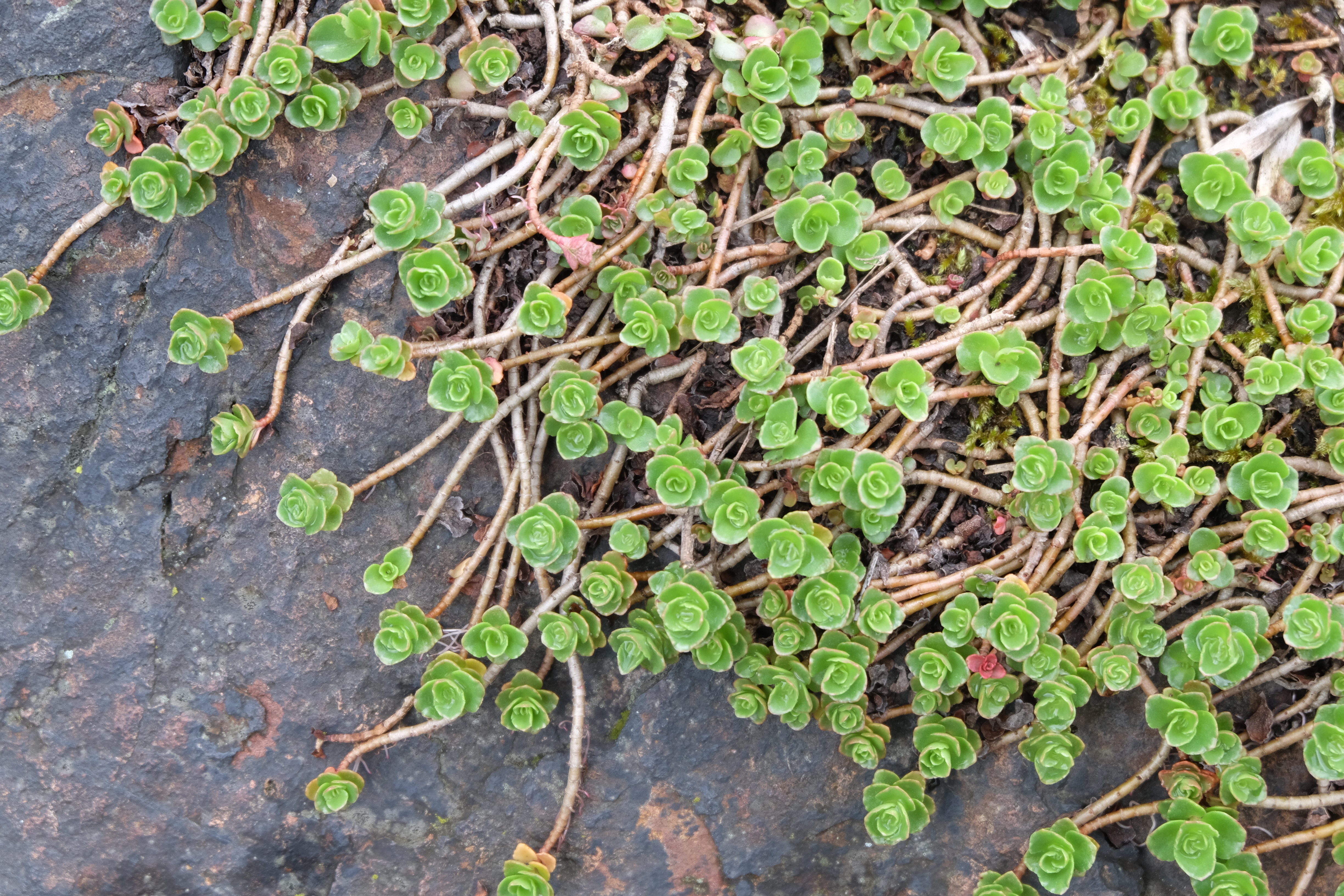
Nekvetoucí porost

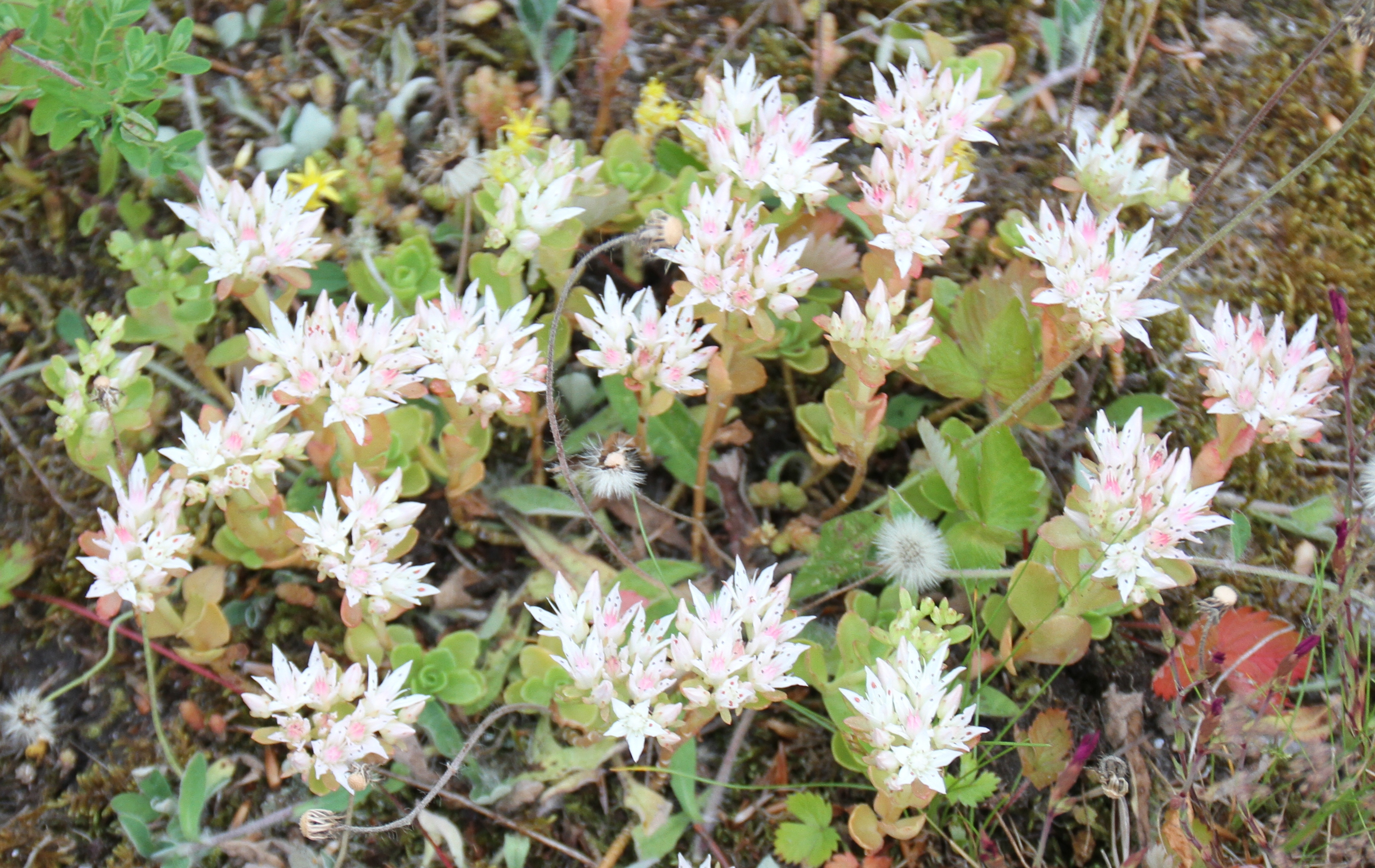
Kvetoucí rostliny

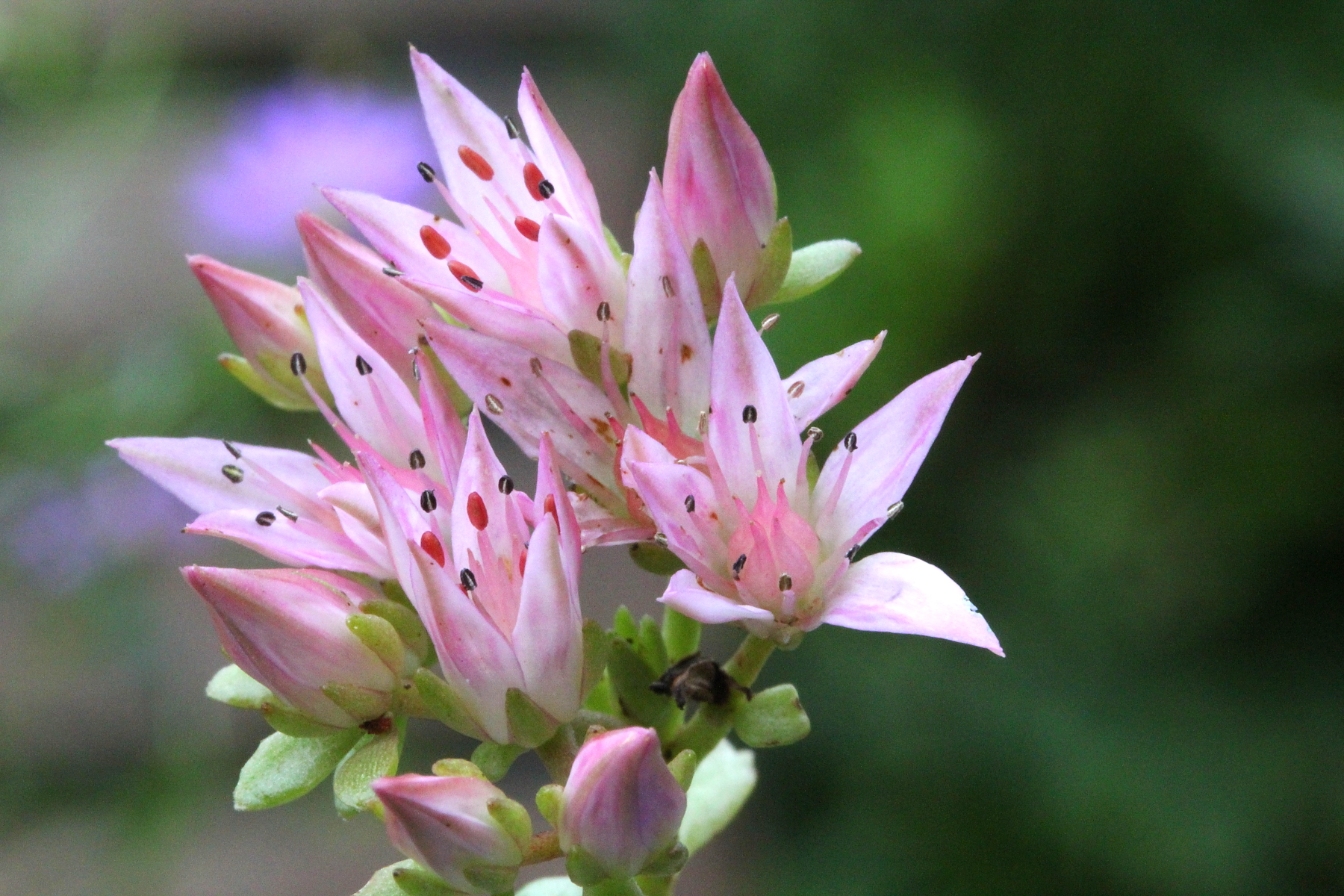
Květy

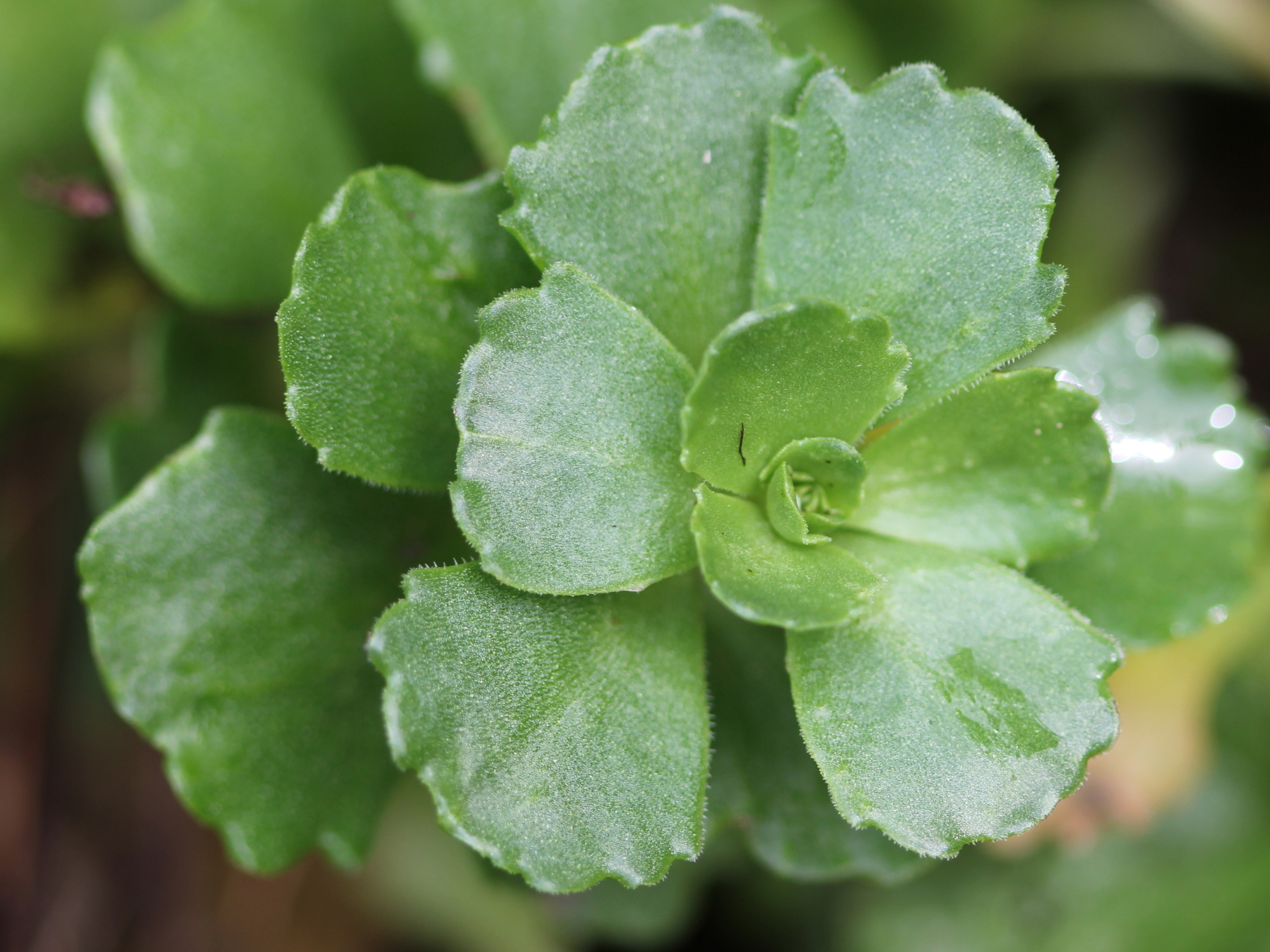
Listy

Rozchodník pochybný (Phedimus spurius), dřívěji též (Sedum spurium), je vytrvalá, nízká, vždyzelená, mrazu do -40 °C odolná bylina s krátkými, hustě olistěnými, vystoupavými, kořenícími lodyhami, které bývají načervenalé. Tato v české přírodě nepůvodní rostlina, (neofyt), je často pěstovaná jako okrasná, na stanovišti vytváří hustý zelený porost vysoký pouhých 5 až 25 cm. Je oblíbenou skalničkou nenáročnou na pěstování a vzhlednou v průběhu celého roku.

## Taxonomie
V roce 2004 došli botanici Shinzo Mayuzumi a Hideaki Ohba po sekvenování chloroplastů a nukleárních DNA k poznání, že některé druhy rodu Sedum tvoří v kladu odlišnou linii a proto je přeřadili do rodu Phedimus. Vedle jiných k ním patří i Sedum spurium. Rostliny rodu Phedimus se z morfologického hlediska mj. viditelně odlišují tvary zploštělých listů, jež jsou po obvodě vroubkované, kdežto u rodu Sedum jsou lístky celistvé.

## Rozšíření
Pochází z oblastí po obou stranách Kavkazu, na východě zasahuje až do Íránu a na západě přes Arménii do asijské části Turecka. Primární areál se nachází v nízkostébelných kamenitých pastvinách i na jen částečně vegetací porostlých skaliskách v nadmořské výšce 1600 až 2700 m n. m. Lidským přičiněním byl rozšířen téměř po celé Evropě, kde roste z jihu od Středozemního moře až po Britské ostrovy a střed Skandinávského poloostrova na severu. Dále byl introdukován do Severní Ameriky, kde vyrůstá v přírodě na východě Spojených států amerických a v přilehlých provinciích Kanady.
Po území Evropy se rozchodník pochybný šířil od východního Středomoří hraničící s Kavkazem, na území dnešní České republiky byl ve volné přírodě poprvé zjištěn již v 19. století, v roce 1879. Nyní bývá na celém území republiky hodně pěstována a do volné přírody snadno zplaňuje. Vyskytuje se hlavně okolo lidských sídel a to od planárního po montánní stupeň.

## Ekologie
Dobře roste na volné, nezastíněné ploše v propustné půdě bez nadbytku vápníku, s obvyklou hodnou pH 6,0 až 7,0. Stanoviště může být i stepního nebo vřesovištního charakteru, s půdou převážně písčitou, s drobným štěrkem či drolivou kamenitou sutí. V českých podmínkách bývá mimo zahrad sázen také na kamenité zídky, na hřbitovy i na lemy okolo cestiček, odkud se šíří do okolí. Někdy je vědomě vysazován i do volné přírody na výše položená skalnatá místa.
Je vytrvalou, klonální rostlinou, chamaefytem, s fenologickým optimem kvetení červenofialových, růžových či bílých květů od června do srpna. Plody vytvářejí souplodí měchýřků. Některé kultivary za příhodných podmínek remontují. Počet chromozomů 2n = 28.

## Popis
Vytrvalá lysá bylina, který má poléhavé lodyhy dlouhé 5 až 25 cm a nedlouhé nitkovité kořeny. Lodyhy jsou plazivé až vystoupavé, dužnaté, pevné, na koncích hustě olistěné a v místě styku s půdou koření. Jsou porostlé sukulentními, přisedlými, jednoduchými, vstřícně vyrůstajícími listy, které bývají dlouhé 10 až 25 mm a široké 7 až 12 mm, jsou kopisťovitého tvaru, v horní čtvrtině bývají nejširší a jsou drobně vroubkované a vrchol mají široce okrouhlý. Rostliny jsou většinou zelené a na plném slunci červenají, hlavně lodyhy a žilnatina listů.
Květenství je tvořeno čtyřmi vidličnatě větvenými, hustými vijany růžových květů s listeny podobnými listům; vijany jsou někdy sestavené do laty. V době kvetení je květenství staženo a po odkvětu se jeho větve prodlužují. Květ vyrůstající ze špičatého pupenu je 1 až 1,5 cm velký, symetrický, krátce stopkatý či přisedlý, pětičetný a oboupohlavný. Kališní lístky jsou asi 6 mm dlouhé, zelené, dužnaté, úzce kopinaté, u báze srostlé a za plodu vytvářejí obal měchýřku. Korunní lístky bývají 10 až 15 mm dlouhé, volné, kopinaté, dlouze zašpičatělé, kýlnaté, vzpřímené a jsou různě intenzivně růžové, ojediněle i bělavé. V květu je ve dvou kruzích deset tyčinek kratších než korunní lístky, uvnitř květu jsou čtvercovité šupiny produkující nektar. Semeník obsahuje více vajíček, pestík má zakřivenou čnělku s bliznou. Samosprašný květ bývá opylován včelami a motýly slétajícími se za nektarem.
Z opyleného květu vzniká blanitý až slabě dřevnatý, pukavý měchýřek okolo 5 mm velký, který společně s jinými vytváří hvězdicovité souplodí. Nahnědlý měchýřek obsahuje více velmi drobných, eliptických, světle hnědých, podélně proužkovaných semen velkých do 1 mm. Semena jsou v srpnu a září z rozevřených měchýřků vypouštěná za větru a deště, které se podstatně podílejí na jejich šíření.

## Rozmnožování
Za hlavní způsob záboru nového území je u rozchodníku pochybného považováno především přirozené vegetativní rozmnožování kořenícími lodyhami. Ty se v přírodě od stávající rostliny lehce odlomí při pohybu lidí a zvěře, nebo jsou často obsažené v zahradním odpadu odvezeném na skládku či jiné místo. Šíření semeny, která bývají ve středoevropských podmínkách málokdy plodná a dlouho klíčí, je málo účinné. Zplanělá populace se na svých lokalitách dlouhodobě udržuje, je s to přežívat i pod zástinem křovin, v nízké ruderální i stepní vegetaci často dominuje, zcela pokrývá půdní povrch a snižuje tamní druhovou pestrost. Porosty vzniklé klonálním způsobem bývají plošně omezené a proto není rozchodník pochybný považován za škodlivý plevel.

## Možnost záměny
Rozchodník pochybný lze zaměnit snad jen za méně často pěstovaný rozchodník výběžkatý (Sedum stoloniferum), který je celkovým vzrůstem a velikostí listů drobnější a má také výrazně užší korunní lístky.

## Význam
Druh bývá pěstován jako okrasná, plazivá, polštářovitá trvalka. Byla vyšlechtěná řada kultivarů, například zelenolistý bíle kvetoucí cv. 'Album Superbum', zelenolistý růžově kvetoucí cv. 'Roseum Superbum', pestrolistý růžově kvetoucí cv. 'Tricolor' či mahagonolistý purpurově kvetoucí cv. 'Fuldaglut' nebo cv. 'Purpurteppich'. Původní, přírodní druh má obvykle zelené listy, jež na plném slunci postupně červenají.

## Galerie
Ukázky kultivarů:

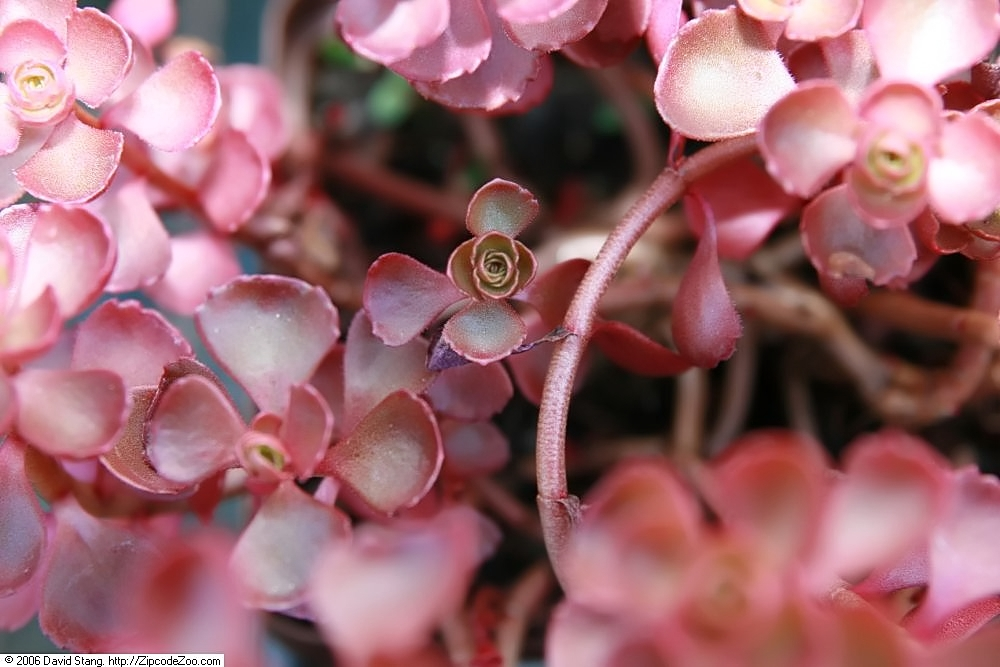
cv. 'Voodoo'
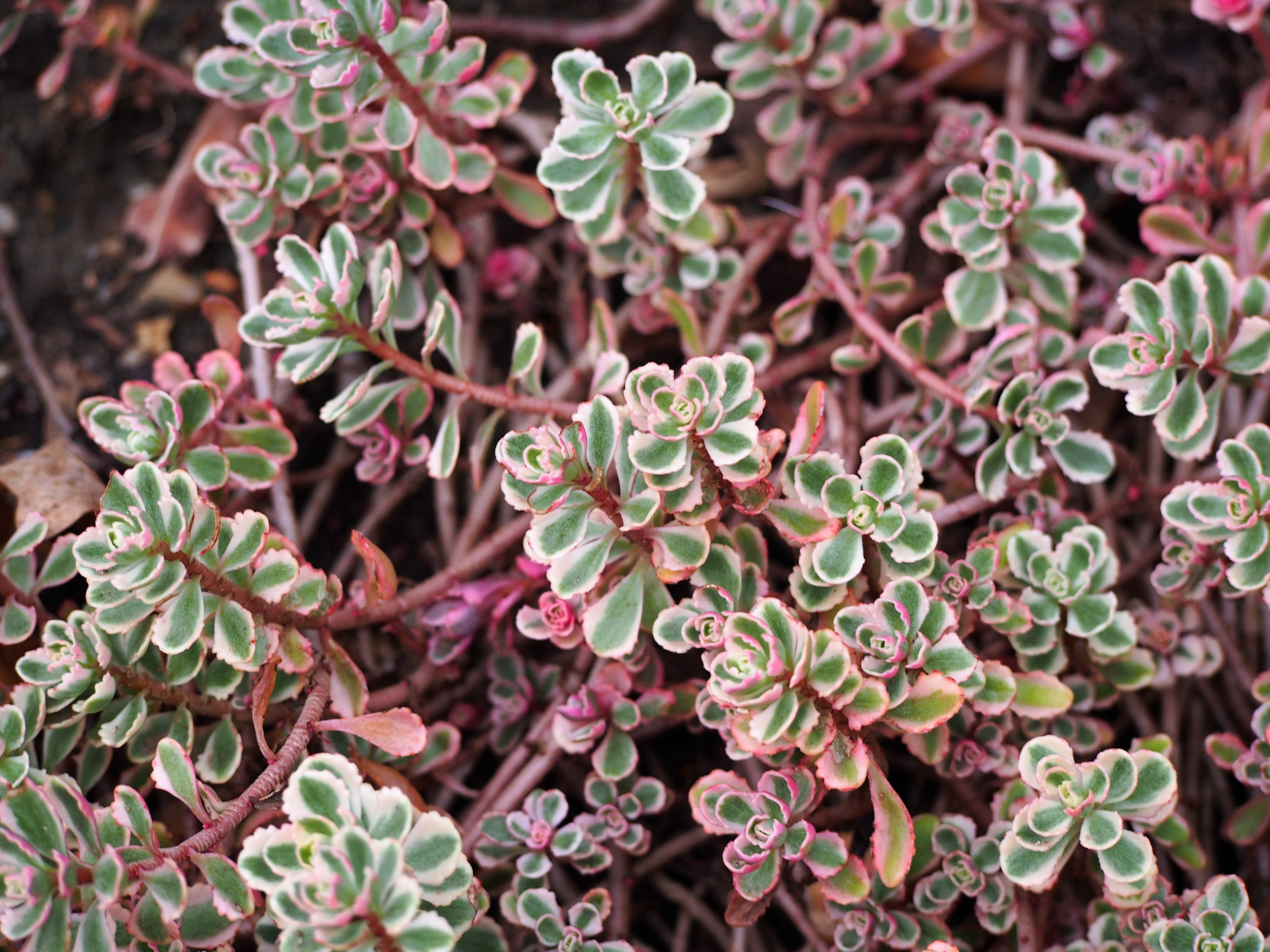
cv. 'Tricolor'
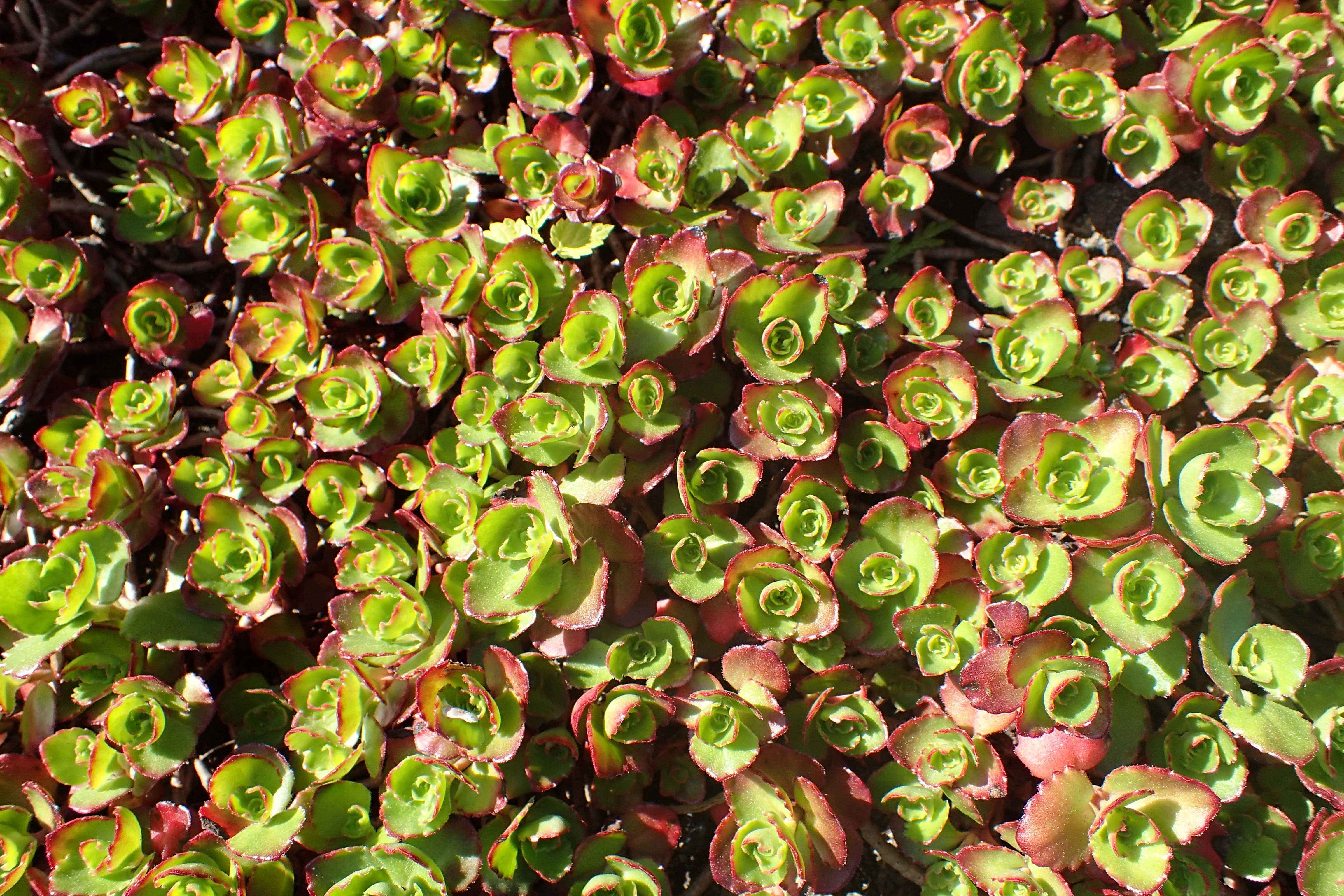
cv. 'Purpurteppich'
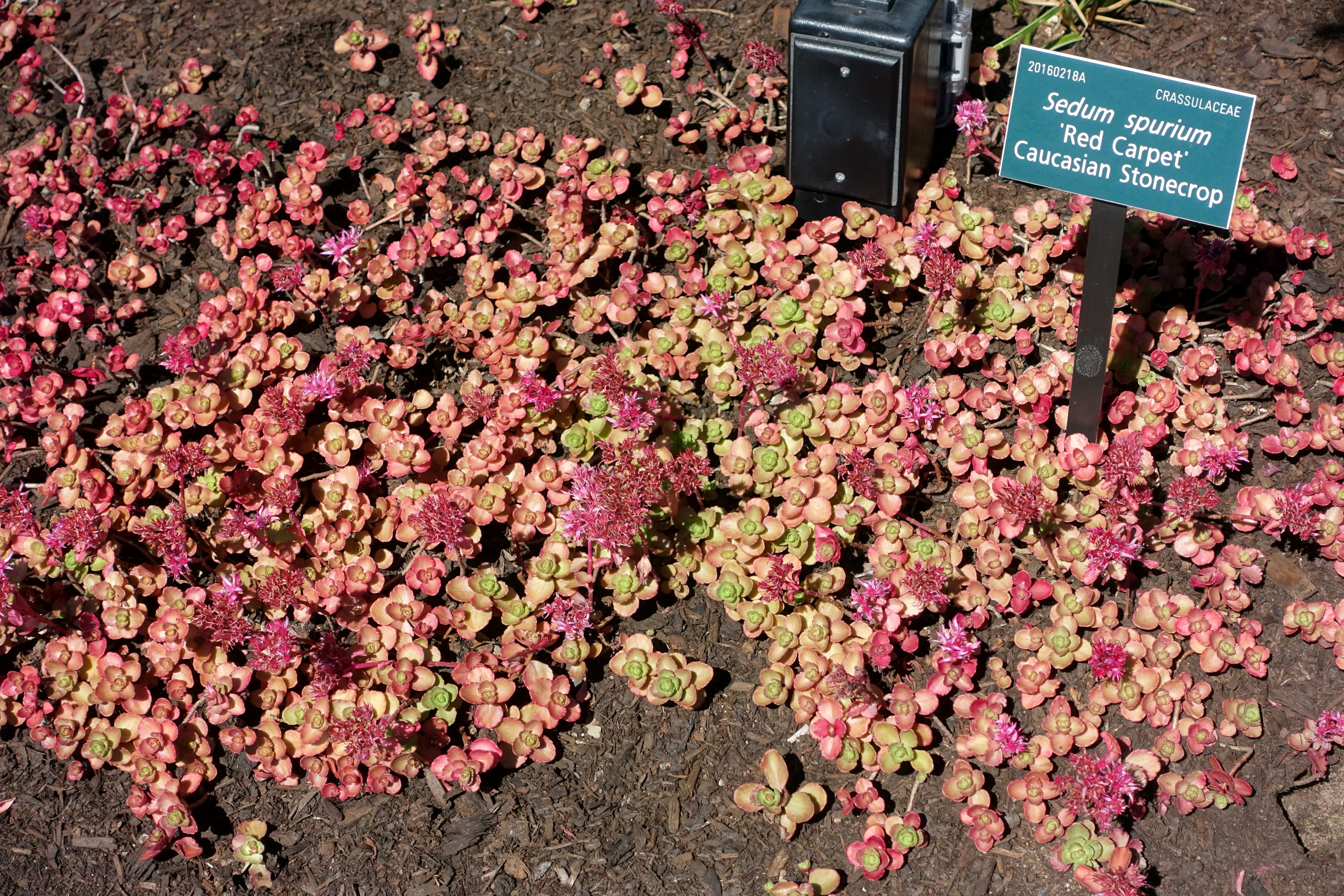
cv. 'Red Carpet'